# セルバ
セルバ（selva）とは、スペイン語およびポルトガル語で、森林、密林のこと。ポルトガル語ではセルヴァやセウヴァが近い。ここではブラジルやペルー、ボリビア、エクアドル、コロンビアなどのアマゾン川流域に領土を持つ南米諸国で、アマゾン盆地一帯のアマゾン熱帯雨林地域を示す呼称について記す。

## 地理
周辺都市はポルト・ヴェーリョ、マナウス、リオ・ブランコ、イキトス、ルレナバケ、レティシア等が挙げられる。またアマゾン川の支流のタパジョース川やマデイラ川も通っている。

## 環境問題
近頃、放牧地や畑地へ転換するための伐採による熱帯雨林の減少が進行している。また、焼畑農業が盛んに行われていて、ハイウェイなどの建設のためにも伐採されている。